# Pierrefeu-du-Var
Pierrefeu-du-Var település Franciaországban, Var megyében. Lakosainak száma 6084 fő (2022. január 1.). Pierrefeu-du-Var Collobrières, La Crau, Cuers, Hyères, La Londe-les-Maures és Puget-Ville községekkel határos.

## Népesség
A település népességének változása:
| Lakosok száma | 6049 | 6074 | 6166 | 6045 | 6065 | 6068 | 6083 | 6083 | 6084 |
|               | 2013 | 2015 | 2016 | 2017 | 2018 | 2019 | 2020 | 2021 | 2022 |